# Despotiko
Despotiko (Grieks: Δεσποτικό) is een klein onbewoond eiland behorend bij de Cycladen in Griekenland.